# William F. Halsey
William Frederick Halsey, Jr. (nacido el 30 de octubre de 1882 en Elizabeth, estado de Nueva Jersey, y fallecido el 20 de agosto de 1959) fue un reputado almirante de la Armada de los Estados Unidos, que estuvo al mando de la Tercera Flota durante la mayor parte de la Guerra en el frente del Pacífico.

## Juventud
Nacido en Elizabeth, estado de Nueva Jersey, Halsey se diplomó en la Academia Naval de los Estados Unidos de Annapolis en 1904, cumpliendo sus primeros años de servicio destinado en diversos acorazados y torpederos. Asumió el mando del Primer Grupo de Torpederos de la Flota del Atlántico en 1912. Durante la Primera Guerra Mundial, el entonces comandante Halsey mandaba el USS Shaw, un destructor, recibiendo la "Navy Cross".

## Segunda Guerra Mundial

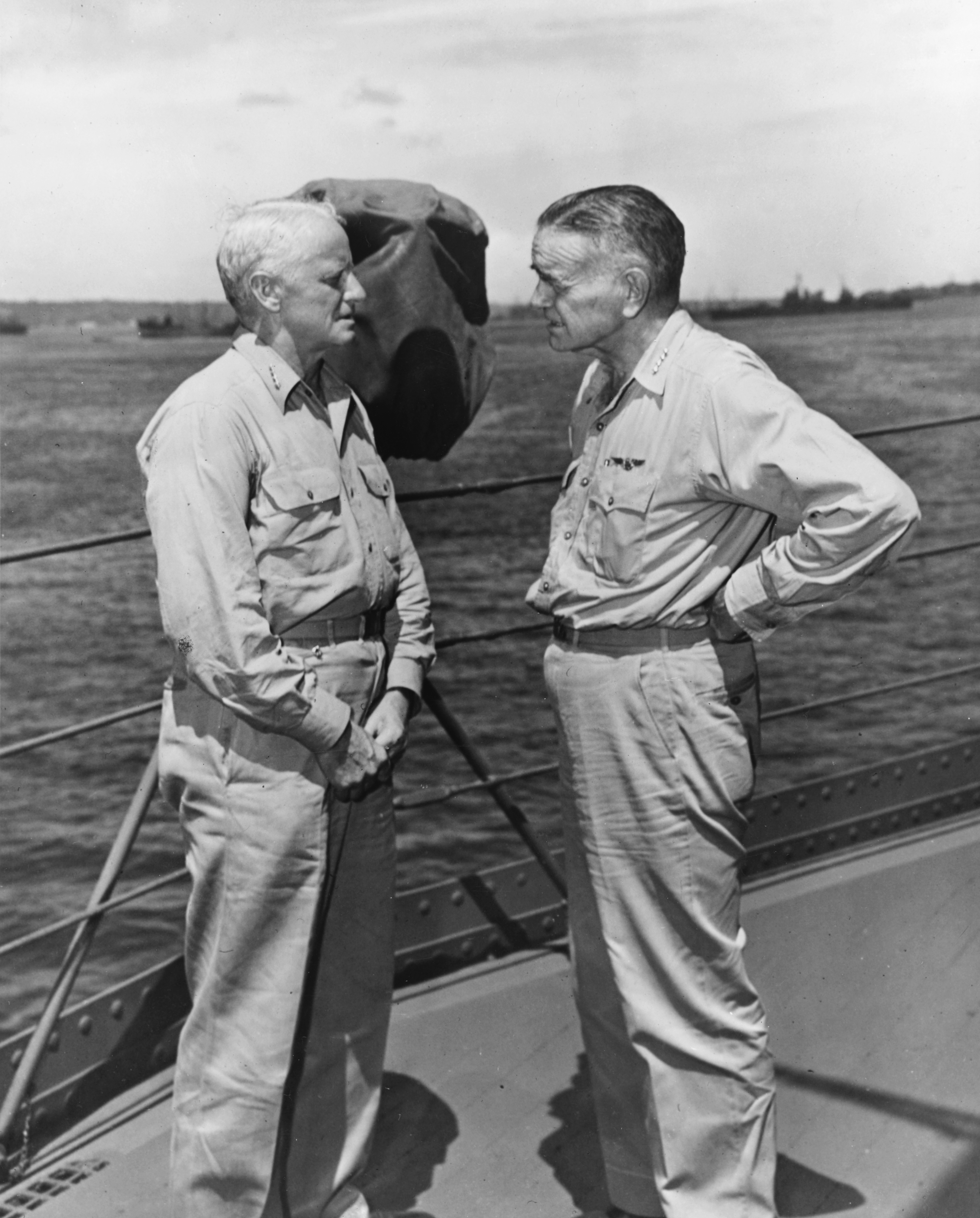
Almirante Chester W. Nimitz y Halsey en enero de 1943.

El ya vicealmirante Halsey se encontraba en alta mar, en su buque insignia USS Enterprise, cuando tuvo lugar el ataque a Pearl Harbor. 
Durante los seis primeros meses de la guerra, sus portaaviones tomaron parte en diversas operaciones contra las islas ocupadas por los japoneses, así como en la Incursión Doolittle. Enfermo e imposibilitado para asumir el mando durante la batalla de Midway, transfirió dicho mando a Raymond Spruance.
A mediados de octubre de 1942, en un momento crítico para la campaña de las islas Salomón, Halsey fue nombrado comandante en jefe del teatro de operaciones del Pacífico Sur (ComSoPac), sustituyendo al vicealmirante Robert L. Ghormley, justo antes de la batalla de las islas de Santa Cruz. 
Tras la conquista de Guadalcanal en febrero de 1943, en la batalla de Guadalcanal, el almirante Halsey pasó el resto del año en diversos combates desde las islas Salomón hasta Bougainville, participando igualmente en el aislamiento táctico de la base japonesa de Rabaul.  Halsey alcanzó una gran reputación por su "instinto de cazador" persiguiendo tenazmente al enemigo.
Halsey abandonó la zona del Pacífico Sur en mayo de 1944, para participar en la campaña para la conquista de las islas Filipinas.
Entre septiembre de 1944 y enero de 1945, estuvo al mando de la Tercera Flota en la conquista de Palaos, Leyte y Luzón. 
En 17 de diciembre de 1944, la Tercera Flota fue sorprendida por un tifón de gran intensidad, Halsey no recibió a tiempo el aviso meteorológico debido a que estaba encriptado y el proceso de desencriptación tardó demasiado en llegar, para entonces ya los buques enfrentaban la tormenta.  La Tercera Flota enfrentó mar gruesa, vientos de 100 nudos y olas de 20 m, y perdió a los destructores de escolta: USS Spence,  USS Hull y USS Monaghan con 779 desaparecidos.
El almirante Halsey fue sometido a consejo de guerra y se dictaminó que Halsey había cometido un serio error de juicio no solo por no evitar la tormenta, sino enfilar además hacia ella; pero Nimitz desestimó los cargos y mantuvo a Halsey en su cargo.
Durante la batalla del golfo de Leyte, las fuerzas de Halsey destruyeron en la Batalla del Mar de Sibuyan al acorazado Musashi; creyendo que el grueso de la escuadra japonesa se retiraba derrotada de Filipinas,  se lanzó con toda su flota en persecución de una reducida escuadra de portaaviones japoneses al mando Osawa de que actuaba como señuelo en dirección norte, sin saber que el grueso de la flota japonesa al mando de Takeo Kurita había retornado y presentaba un combate desigual con una exigua fuerza estadounidense de destructores, portaviones auxiliares y cruceros ligeros llamada Taffy 3; no obstante, con motivo de un error de interpretación de las órdenes de Nimitz, creyó haber recibido la orden de acudir en ayuda de Kinkaid y abandonó la persecución de Osawa para ir inútilmente en pos del almirante Takeo Kurita el cual ya se había retirado a través del Estrecho de Tablas. No obstante, como se ganó esa fase de la batalla con la pérdida de tres destructores, dos portaviones ligeros más la pérdida de 1.583 hombres y en base al mismo sacrificio de los destructores de escolta sumado a la pérdida del control situacional de los japoneses, Halsey solo recibió soterradas críticas a su conducta impulsiva al haber abandonado a la Taffy 3 que fueron mermando su imagen.
El 3 de junio de 1945, la Tercera Flota se vio nuevamente expuesta a un tifón cerca de la isla de Okinawa, nuevamente el aviso meteorológico se retrasó a causa de la encriptación y los buques se vieron en medio de una severa condición climatológica adversa en la cual se perdieron 6 hombres y se produjo mucho daño al material de guerra a flote.  Se formó un consejo de guerra y se ordenó la destitución de Halsey, pero de nuevo Chester Nimitz argumentó ante la corte la excelente hoja de servicios del almirante y desestimó la recomendación; no obstante, Halsey solo continuó en el cargo unas 8 semanas más.
Halsey siguió al mando de la Flota hasta cesar el 14 de agosto de 1945, casi al fin de las hostilidades, estando presente en el momento en que el Japón firmó su rendición, ceremonia que se efectuó en su propio buque insignia, el USS Missouri, el 2 de septiembre de 1945, en la bahía de Tokio. 
Ascendido al rango de Almirante de Flota en diciembre de 1945, Halsey se retiró del servicio activo en marzo de 1947. 
Falleció el día 20 de agosto de 1959, siendo enterrado en el Cementerio Nacional de Arlington.